# Martin Jacobson
Martin Jacobson, född 30 juni 1987 på Lidingö, Stockholms län, är en svensk professionell pokerspelare. Han vann 2014 som första svensk World Series of Pokers main event i Las Vegas, vilket gav 10 miljoner US-dollar i prispengar. Med sina dryga 16 miljoner US-dollar totalt i turneringsvinster placerar sig Jacobson på 23:e plats i sammanställningen av världens största turneringspokervinnare ur ekonomisk synvinkel. Han är även överlägset Sveriges mest ekonomiskt framgångsrika turneringsspelare, med över 10 miljoner US-dollar mer i vinster än tvåan Chris Björin.
Martin Jacobson växte upp i Stockholm och planerade ursprungligen att bli kock. När han var 18 år kom han i kontakt med poker via TV och började snart spela internetpoker. Först blev det mest enbordsturneringar, men 2008 blev han intresserad av de större liveturneringarna och började spela satellitturneringar på Internet för att komma till dessa. Under de följande fyra åren deltog Jacobson i flera stora pokerturneringar, såsom WSOP, EPT och WPT. Till en början var det tufft att slå sig fram i de stora pokersammanhangen som han själv erkänt. Han lyckades komma till finalbordet 15 gånger och totalt uppnå 2,8 miljoner USD i turneringsvinster. Jacobsson är också den första svenska spelare som lyckats nå en topp-tio-placering på GPI-rankningen (Global Poker Index). Han är numera bosatt i London.
I december 2017 gick Jacobson till 888poker som märkesambassadör.